# Edwardsia rigida
Edwardsia rigida är en havsanemonart som beskrevs av Marion 1882. Edwardsia rigida ingår i släktet Edwardsia och familjen Edwardsiidae. Inga underarter finns listade i Catalogue of Life.